# Comuna Volîțea, Slavuta
Volîțea (în ucraineană Волиця) este o comună în raionul Slavuta, regiunea Hmelnîțkîi, Ucraina, formată din satele Hubelți și Volîțea (reședința).

## Demografie
Componența lingvistică a comunei Volîțea
     Ucraineană (99,89%)
     Alte limbi (0,11%)
Conform recensământului din 2001, majoritatea populației comunei Volîțea era vorbitoare de ucraineană (99,89%), existând în minoritate și vorbitori de alte limbi.